# Sanionia uncinata
Sanionia uncinata (Hedw.) Loeske, 1907 è un muschio della famiglia Scorpidiaceae, con distribuzione cosmopolita

## Descrizione

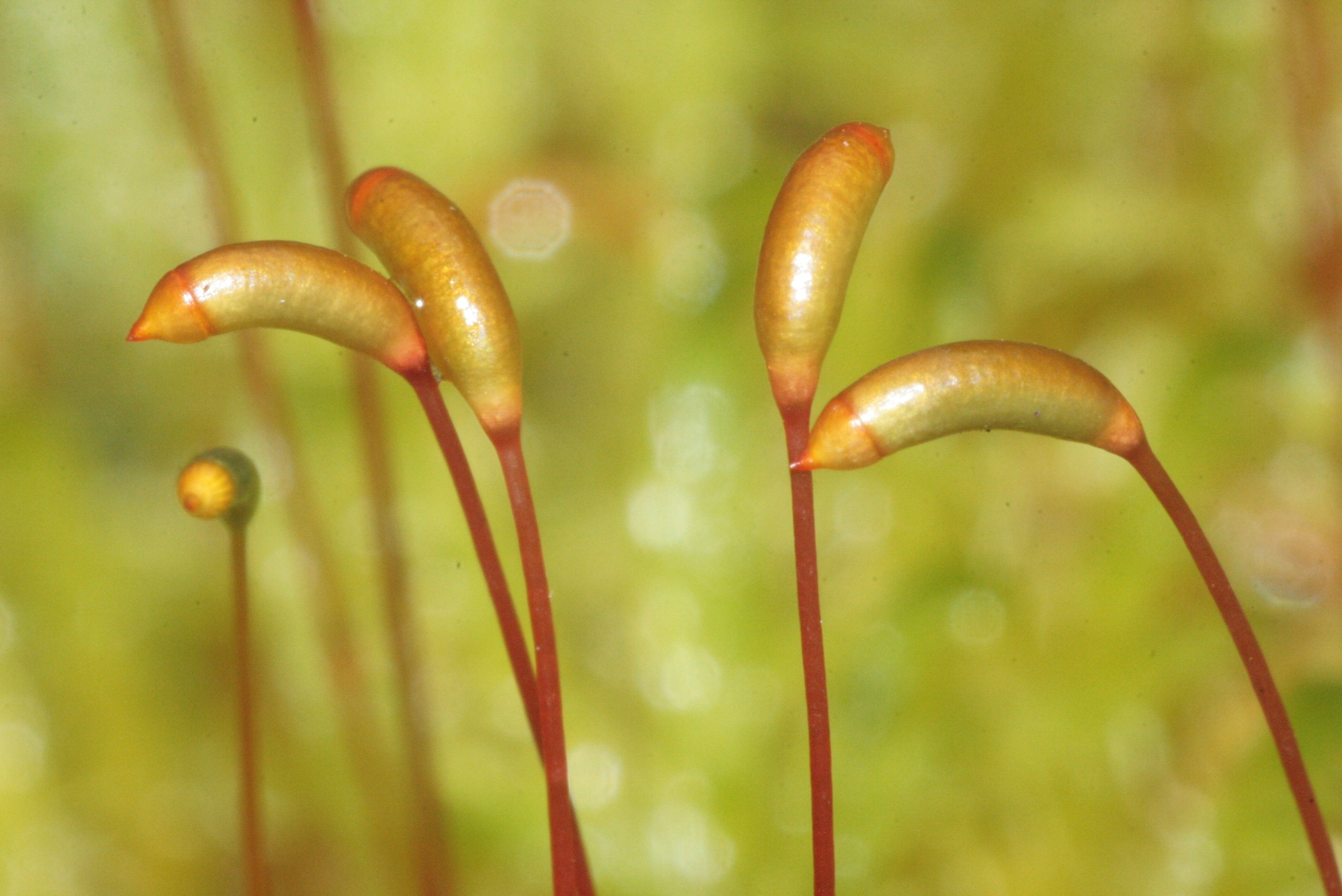
Capsule

È un muschio ad accrescimento pleurocarpico che forma tappeti radi di colore da verde giallastro a verde brunastro, con steli lunghi da 50 a 100 mm, talora sino a 200 mm, prostrati o ascendenti.
È facilmente riconoscibile per le caratteristiche foglie a forma di falce, lunghe da 3,5 a 5 millimetri, con base ampia e apice acuminato.
La seta è lunga fino a 3 centimetri, la capsula a doppio peristoma è cilindrica, inclinata e ricurva, l'opercolo a forma di cono è brevemente appuntito. Le spore finemente granulate hanno una dimensione compresa tra 12 e 18 µm.

Immagini al microscopio ottico
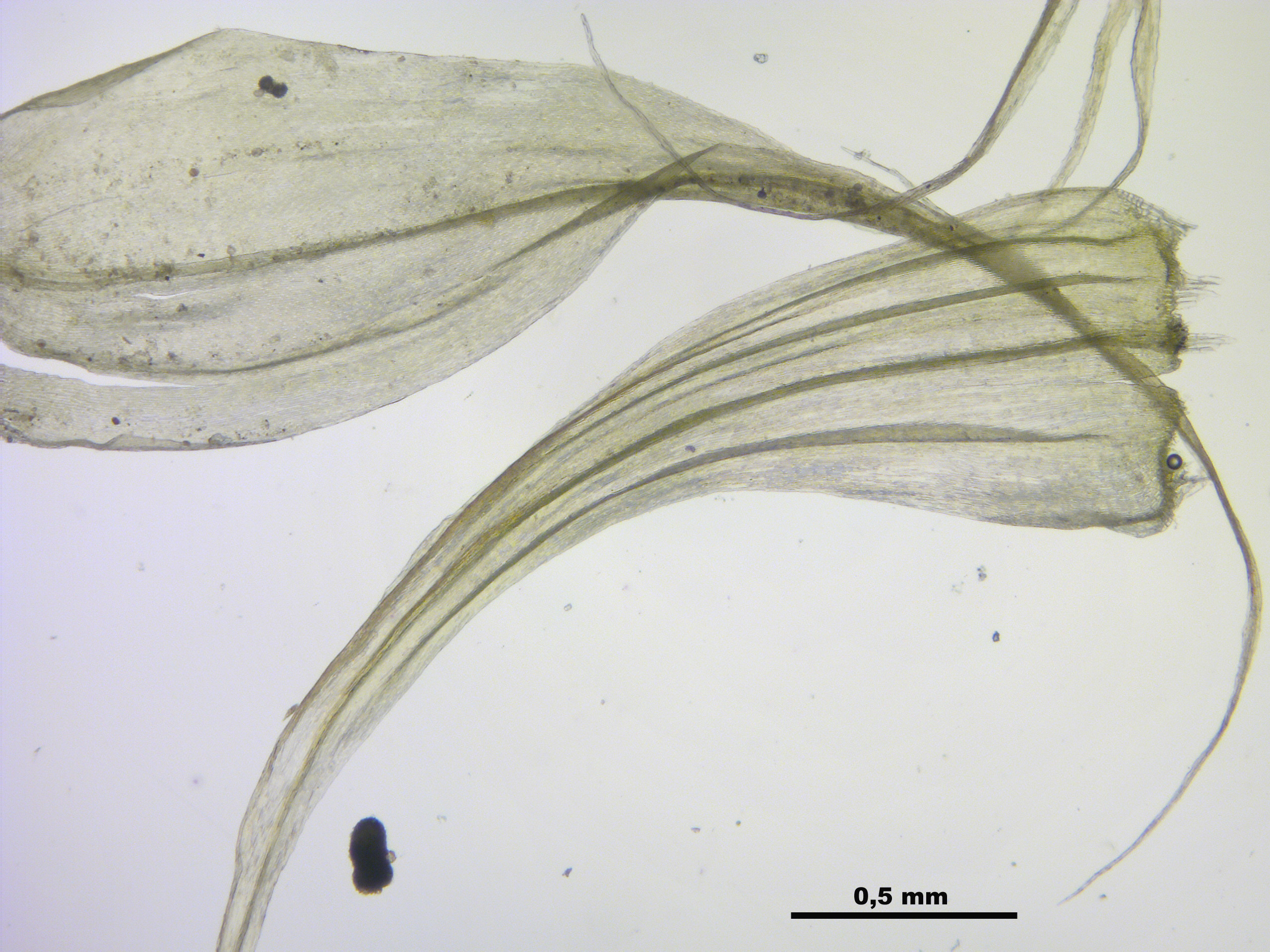
Foglie
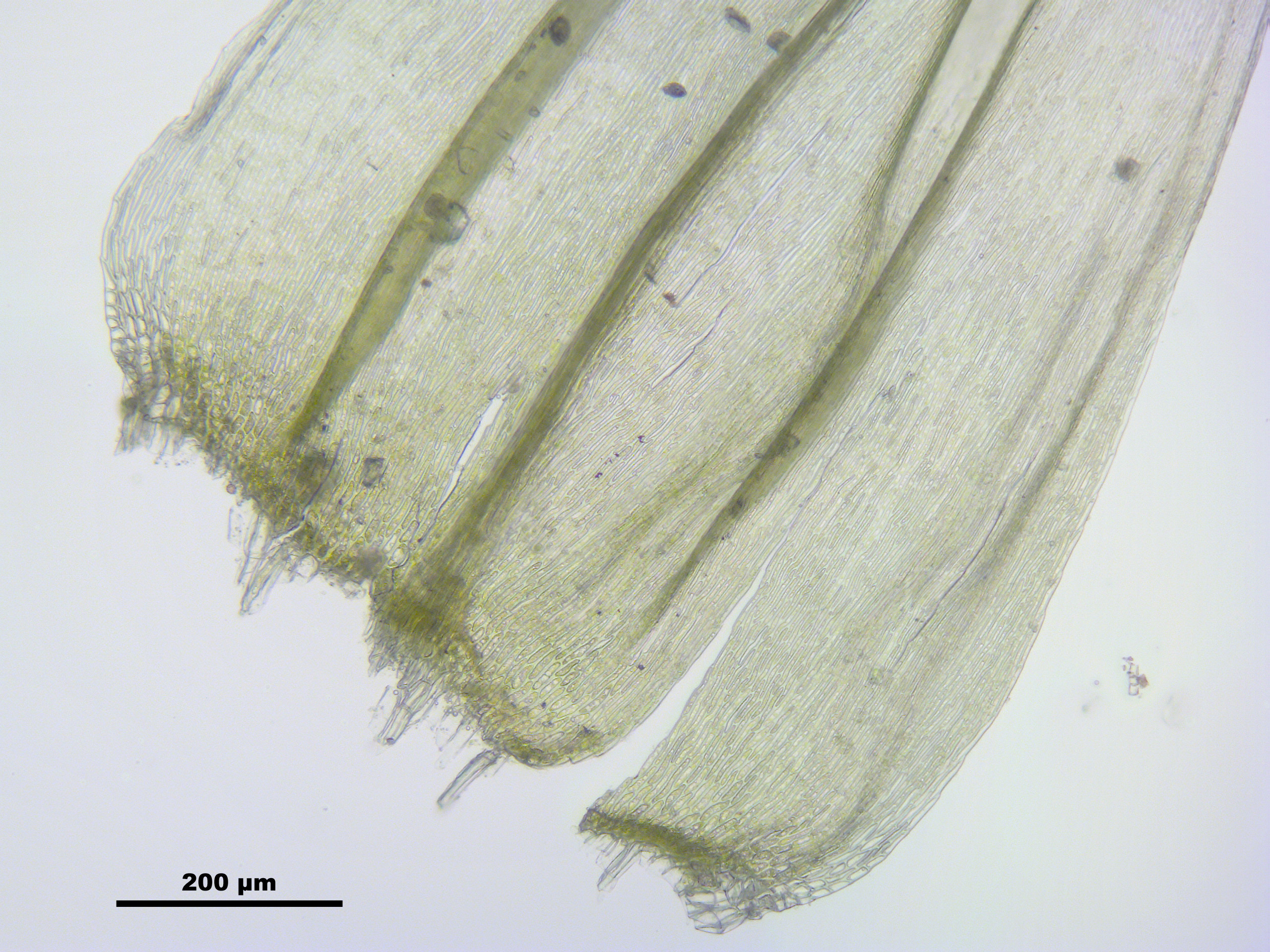
Base foliare
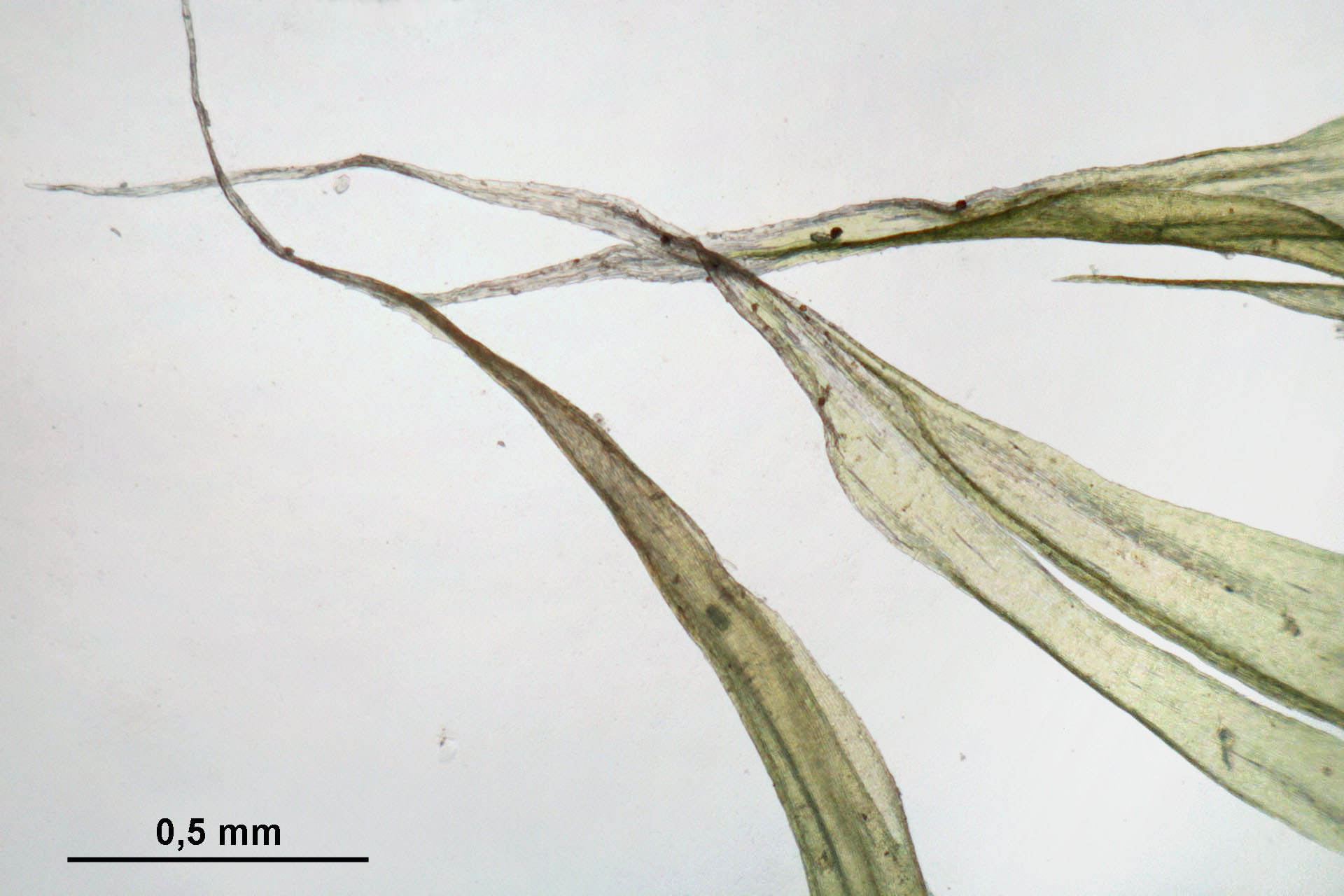
Apici delle foglie
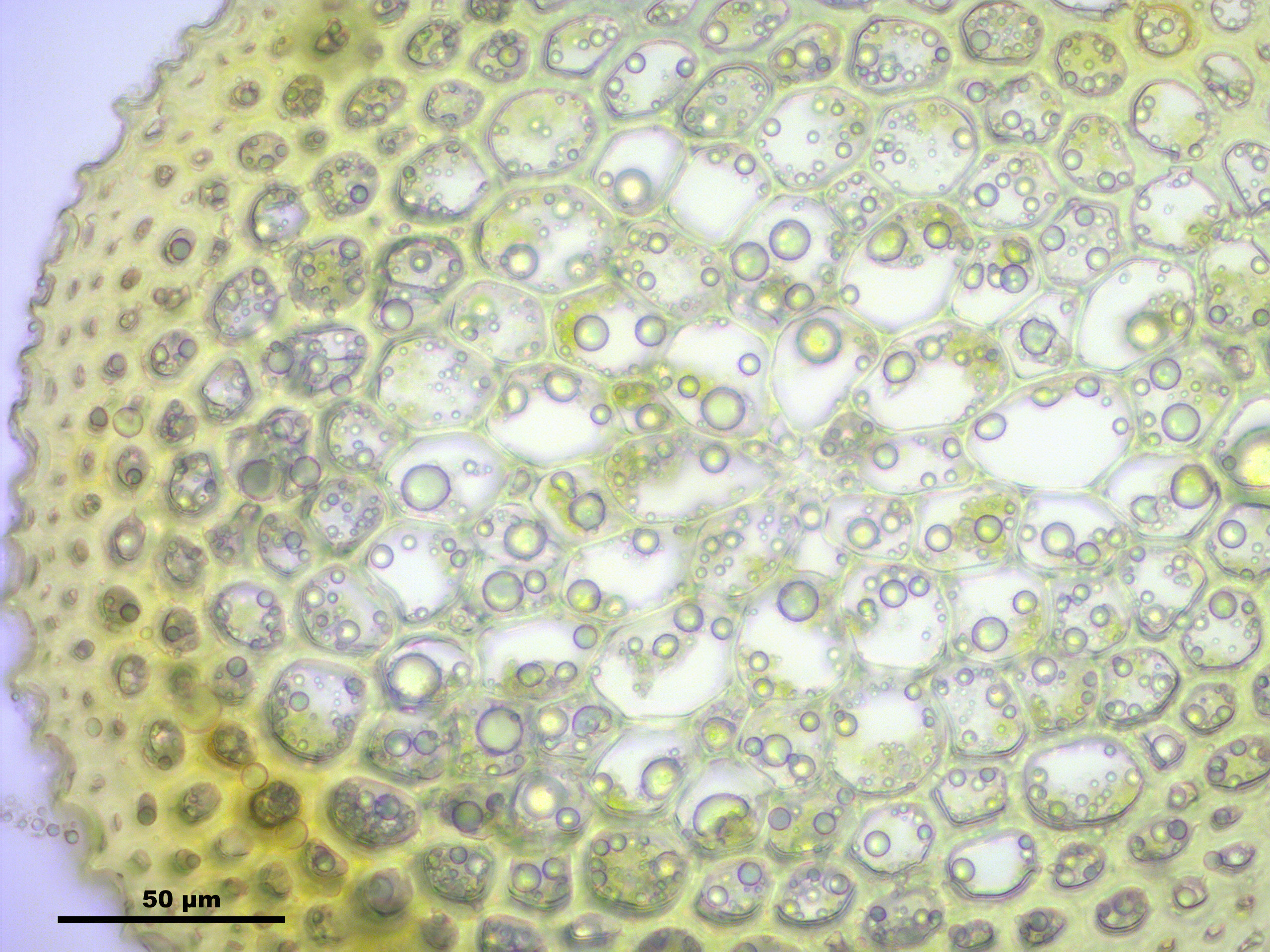
Sezione trasversale dello stelo

## Distribuzione e habitat
La specie ha una distribuzione cosmopolita essendo presente in tutti i continenti, compresa l'Antartide.
La sua presenza al di sotto del 60º parallelo sud fu documentata per la prima volta nel 1821 da James Eights, membro della prima spedizione antartica statunitense (Spedizione Palmer-Pendleton 1829-1831), che raccolse dei campioni da erbario di questa specie sull'Isola di re Giorgio, la più grande delle isole Shetland Meridionali, situata circa 160 km a nord della penisola Antartica.